# تایرو، کوئینزلند
تایرو (به انگلیسی: Tiaro) یک شهرک در استرالیا است که در کوئینزلند واقع شده‌است.